# Санша Афонсу
Са́нша Афонсу (порт. Sancha Afonso; 1157 — 14 лютого 1166/1167) — португальська інфанта. Представниця португальського Бургундського дому. Сьома (остання) дитина і четверта (наймолодша) донька португальського короля Афонсу I та Матильди Савойської, дочки савойського графа Амадея III. Невдовзі після народження втратила матір. Згідно з реєстром Коїмбрського монастиря Святого Хреста померла у віці 9 (10) років. Похована в цьому монастирі.

## Сім’я
- Батько: Афонсу I (1109—1185) — король Португалії (1139—1185).
- Матір: Матильда Савойська (1125—1157) — дочка Амадея III, графа Савойського.
- Брати:
  - Енріке (1147—1155) — португальський інфант; помер у дитинстві.
  - Саншу I (1154—1211) — король Португалії (1185—1211).
  - Жуан (1156—1164) — португальський інфант; помер у дитинстві.
- Сестри:
  - Уррака (1148—1211) — королева Леону.
  - Тереза (1151—1218) — графиня Фландрії, герцогиня Бургундії.
  - Мафалда (1153—1162) — португальська інфанта; померла в дитинстві.